# Rabï
Rabí és el nom del tercer i quart mes del calendari islàmic (Rabí al-àwwal i Rabí al-àkhir).
Deriva de l'arameu rbia, i correspon a l'hebreu malkash. El segueixen els dos mesos de la Jumada (en alguns lloc mes de la gelada i altres mes sense pluja I i II)